# ドッグフード

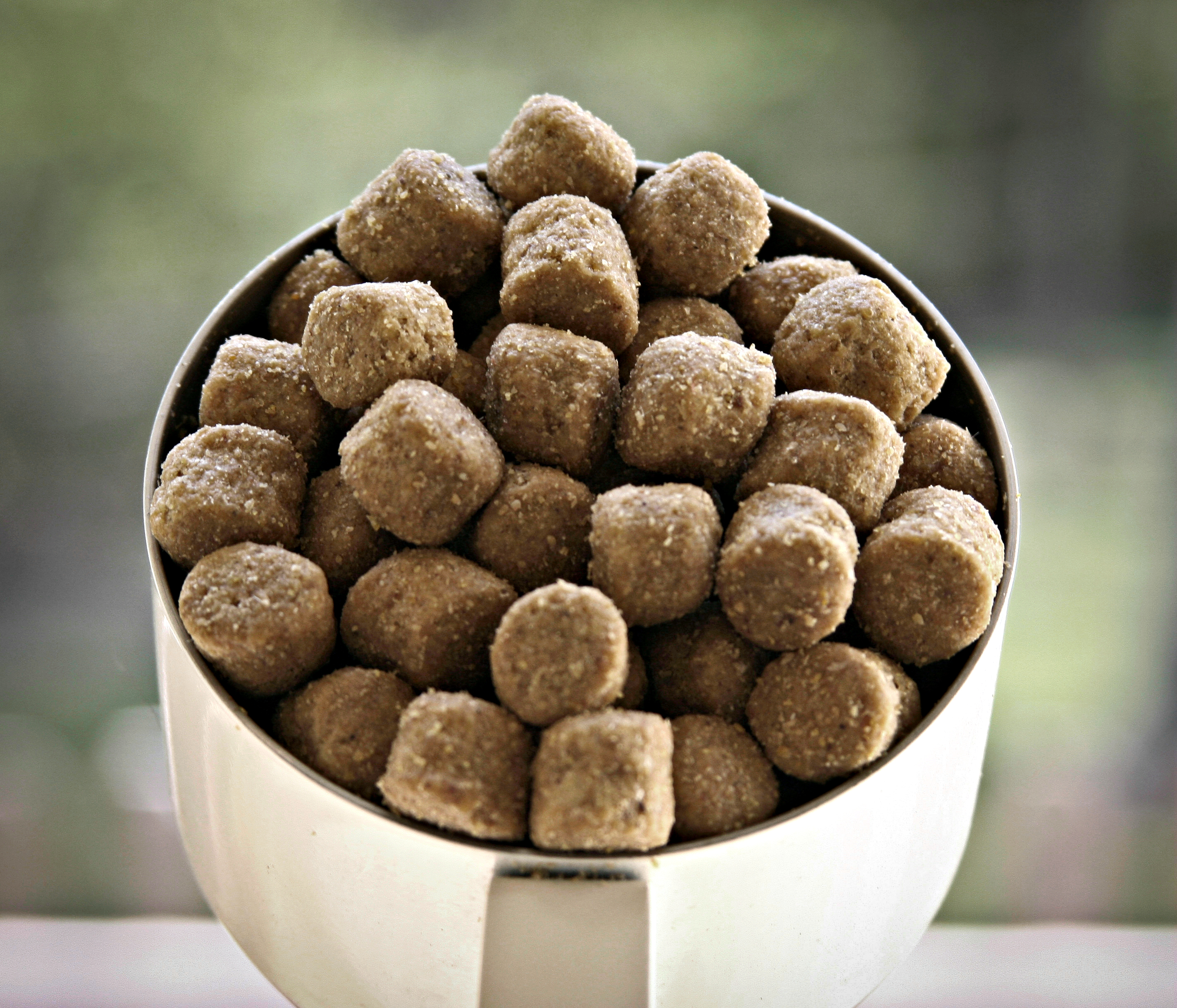
ドッグフード

ドッグフード（英: dog food）とは、工業的に生産された犬用のペットフードを指す。人間の食事の残飯などは、犬に分け与えられたとしても「ドッグフード」とは呼ばれない。

## 歴史
19世紀後半、航海の保存食だった乾パンの残りを犬が食べていたことから、在英アメリカ人のスプラッツが考案した。第一次世界大戦後のアメリカ合衆国では軍用犬向けだった馬肉の缶詰がペットフードとして使われた。第二次世界大戦後、連合国軍占領下の日本にペットフードが持ち込まれ、ビタミンなど栄養を補ったビタワン（1960年発売）が国産化第一号となった。

## 形態
スーパーマーケットやペットショップなどで購入できる最も一般的なドッグフードには、袋入りの乾燥した固形のドライタイプと、缶や真空パック入りの柔らかいウェットタイプの二種類がある。ドライタイプでは水分が6%から10%程度に抑えられる一方、ウェットタイプでは60%から90%程度の水分が含まれる。また、半生（セミモイスト）タイプの水分量は25%から35%程度である。ドライタイプは開封後も長期保存が効き、手軽さと安価さから好まれる。ウェットタイプは一度開封すると長持ちしないが嗜好性が良い。
ウェットタイプは、ドライタイプや半生（セミモイスト）タイプと比較して非常に水分量が多い。缶入りタイプは、殺菌処理をしてから缶詰にされる。水分を除いて比較すると、通常ウェットタイプはドライタイプよりも蛋白質が豊富である。しかし水分量が非常に多いため、ドライタイプよりも多めに与える必要がある。グルテンや蛋白ゲルが含まれることがある。これは、まるで本物の肉片であるかのように見せかけることを目的として人工的に添加される。半生（セミモイスト）タイプは、嗜好性は高いが多量の添加物が含まれる。

## 新型ドッグフード
伝統的なドッグフードとは異なる形態も登場してきている。老犬用の介護食ドッグフードもある。
- 冷凍タイプ と フリーズドライタイプ：伝統的なドッグフードで行われる加工処理や保存料・酸化防止剤などの添加を避けるのが目的である。このタイプでは、加工処理による組成栄養分の破壊を抑えられる。加工処理や添加物を使用しないと保存期間が短くなってしまうため、冷凍したり、フリーズドライにしたりするわけである。

- 脱水タイプ：空気乾燥により、細菌が増殖できないレベルまで水分活性を下げるのが目的である。見た目はドライタイプと非常に似ているが、湯をかけることで本来の形に戻せる点が異なる。

- 冷蔵タイプ：低温殺菌により新鮮な材料の鮮度を保つのが目的である。軽く調理してから真空パックに入れたのち冷蔵保存する。このタイプは低温で保存しないと腐敗しやすい。保存期間も開封前で2ヶ月から4ヶ月といったところである[5]。

## 原材料
ほとんどの市販のドッグフードには、犬にとって不要または有害とみなされる材料が含まれている。
- 肉骨粉
- 畜産副産物
- 穀物

傾向として、廉価品ほど肉の含有量が少なくなり、畜産副産物や穀物ベースの増量剤が多く含まれる。一部の高級品を除けば、犬にとっては不要で、アレルギー、各種成人病、虫歯の原因となるトウモロコシや小麦が肉よりも多く含有されている（原材料表のトップに表記される）。このような材料を使用しながらも、あたかも健康的で新鮮な自然食品が含まれているかのように消費者を誤解させる包装デザインが大変多く、批判の対象になっている。一方、高級品では放し飼いの地鶏、抗生物質やホルモン剤を投与しない家畜、オーガニックの果物・野菜、各種必須ビタミン・ミネラル、DHA等必須脂肪酸などを配合し、穀物を全く含めずに栄養バランスをとった商品もある。原材料表は規制により調理前の重量順に列挙されなくてはならないので消費者はこれを参考にできる。
日本で市販されているドッグフードの多くが米国メーカーの製品であるが、アメリカ飼料検査官協会（AAFCO）によると、米国においては、ペットフードに含まれる畜産副産物は法に基づいて適切に処理される限り、いかなる病気により死亡した動物でも、いかなる種類の動物でもよく、いかなる部位でもよいとなっている。これには、牛海綿状脳症（狂牛病、BSE）の伝染の危険性から人間用には禁止されている牛の脳部位や脊髄も含まれる（ただし、反芻動物用飼料に含めることは禁止されている）。また、安楽死させられた犬猫も含まれる。
近年では、日本国内で製造される高品質な国産ドッグフードが販売されるようになってきている。しかし、海外産の原材料だけを使用していても、日本国内で最終加工を行えば国産と表記できるようになっているため、100%国産食材であり国内で製造しているドッグフードはまだまだ少ない。
日本では、農林業への被害軽減のため駆除された野生動物（エゾシカなど）のうち、人間向けの料理用食材（ジビエ）以外に、ドッグフードとして加工・販売して有効利用する例もある。

## 生食ドッグフード
野性のイヌ科動物が自然界で食べているものこそが最も理想的な食事だと信じる人たちがいる。生食ムーブメントのきっかけは、1993年にオーストリアの獣医師であるイアン・ビリングハーストが出版した「Give Your Dog a Bone」という本である。彼らは人間が品種改良したイエイヌにも同様の食事を与えるべきだとする。市販のドッグフードは獲物の替わりとしてふさわしくないと考える。一方、この主張に反対する人もおり、生肉を与えることで食物経由の病気にかかるリスクは、生食による利点を上回る。また、そもそもその利点も科学的に充分に研究されていない、とする。
アメリカ食品医薬品局（FDA）は通達で、生食は擁護しないが、もし生食をさせるならペットと飼い主の健康被害を最小限に抑えられるように、基本的な衛生基準に則って生肉の取扱いに気をつけながら与えるように推奨している。
現在、市販の生食ドッグフードのメーカーは高圧蒸気滅菌を行っている。これは、オーガニック自然食品に利用することも許可された方法である。ペットショップやインターネットなどで入手できる生食ドッグフードは、普通にスーパーで売っている生肉よりも理論的に安全である。スーパーなどで売られている生肉は「調理用」として売られているので、許容細菌レベルが比較的高い。生食ドッグフードとして売られているものは、生で食べることを目的としているので、許容細菌レベルが比較的低い。

## ドッグフードをめぐる製品事故・事件
2020年12月、米国で特定のドッグフードを食べた犬が次々と死亡する事例が発生、70頭以上が死亡した。その後、販売されていたドッグフードの原料（トウモロコシ）からカビ毒のアフラトキシンが検出されリコールが行われた。